# Magdalena Konopacki Bruzzone

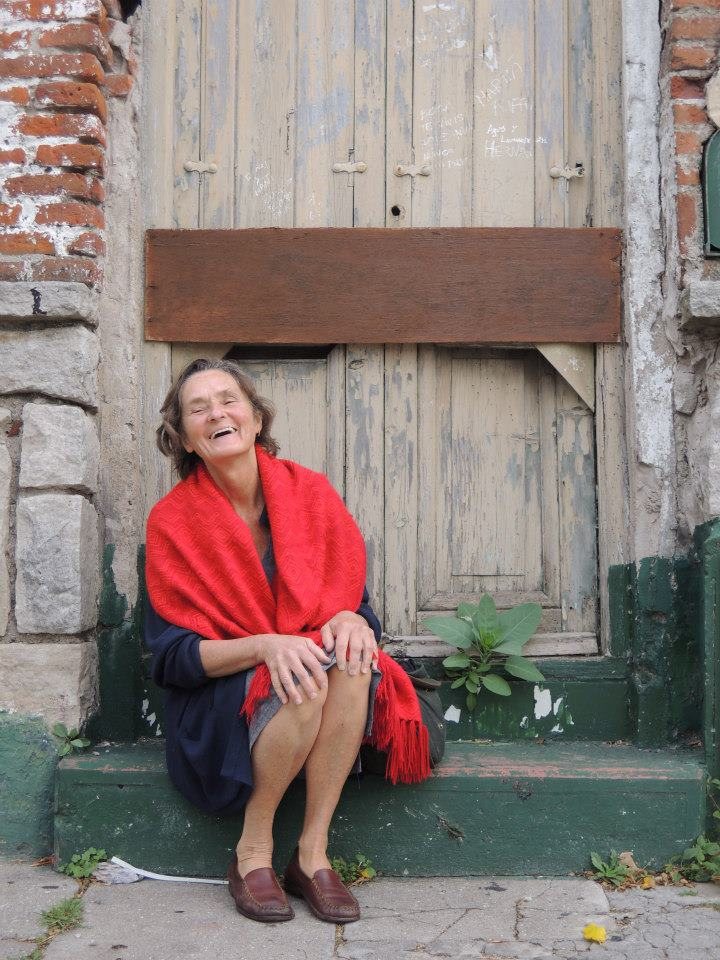
Magda en una callecita de la ciudad de Mar del Plata. Luego de inaugurar una muestra en conmemoración del 24 de marzo en el Colegio Atlántico del Sur.

Magdalena Konopacki Bruzzone, conocida también como "Magda Konopacki de Bruzzone" nació en Buenos Aires en 1943. 
Hija de inmigrantes provenientes de Polonia, se mudó a la ciudad de Mar del Plata en 1964

## Biografía
Fue esposa, compañera y modelo del pintor argentino Alberto Bruzzone por más de treinta años, con quien tuvo siete hijos.
Desarrolló el proyecto museológico Casa Bruzzone, el cual dirige desde su creación en 1999 hasta la fecha, en la ciudad de Mar del Plata.
Es curadora de muestras de artistas argentinos y promotora de la educación por el arte.
Dictó talleres de plástica con objetivos sociales. 
Participó en la planificación, organización y ejecución de diversas actividades culturales de la ciudad y la zona. 
Recibió distintos reconocimientos por su labor en el campo cultural.

## Museo
En el barrio del Grosellar, en Mar del Plata, se encuentra el museo Casa Bruzzone. Es un museo hecho en la casa que Bruzzone hizo construir y en la cual vivió los últimos 30 años de su vida. En este museo, entre otras particularidades, se encuentra el taller intacto del Maestro Bruzzone. Su viuda, Magdalena Konopacki Bruzzone es la principal responsable de este proyecto, y lleva a cabo festivales de arte de todo tipo, talleres, cursos, muestras.
El 14 de junio de 2014 al cumplirse 20 años de su fallecimiento, su hija Margarita Bruzzone presentó un libro infantil titulado "Bruzzone el Pintor" escrito e ilustrado por ella, su novena hija. Con gran afluencia de público, a la misma asistieron el Intendente de Mar del Plata, Sr. Gustavo Pulti, el director de Cultura Leandro Laserna y el director del Museo MAR Jorge Telerman Musicalizó la velada la artista Hilda Lizarazu
www.casabruzzone.com.ar
- Datos: Q20995157